# Anteliomys
Anteliomys is een geslacht van zoogdieren uit de onderfamilie van de woelmuizen (Arvicolinae). De wetenschappelijke naam van het geslacht werd in 1896 gepubliceerd door Gerrit Smith Miller.

## Soorten
Er worden 7 soorten in dit geslacht geplaatst:
- Anteliomys chinensis (O. Thomas, 1891)
- Anteliomys custos (O. Thomas, 1912)
- Anteliomys hintoni (Osgood, 1932)
- Anteliomys olitor (O. Thomas, 1911)
- Anteliomys proditor (Hinton, 1923)
- Anteliomys tarquinius (O. Thomas, 1912)
- Anteliomys wardi (O. Thomas, 1912)